# Knorr von Rosenroth (hessisches Adelsgeschlecht)

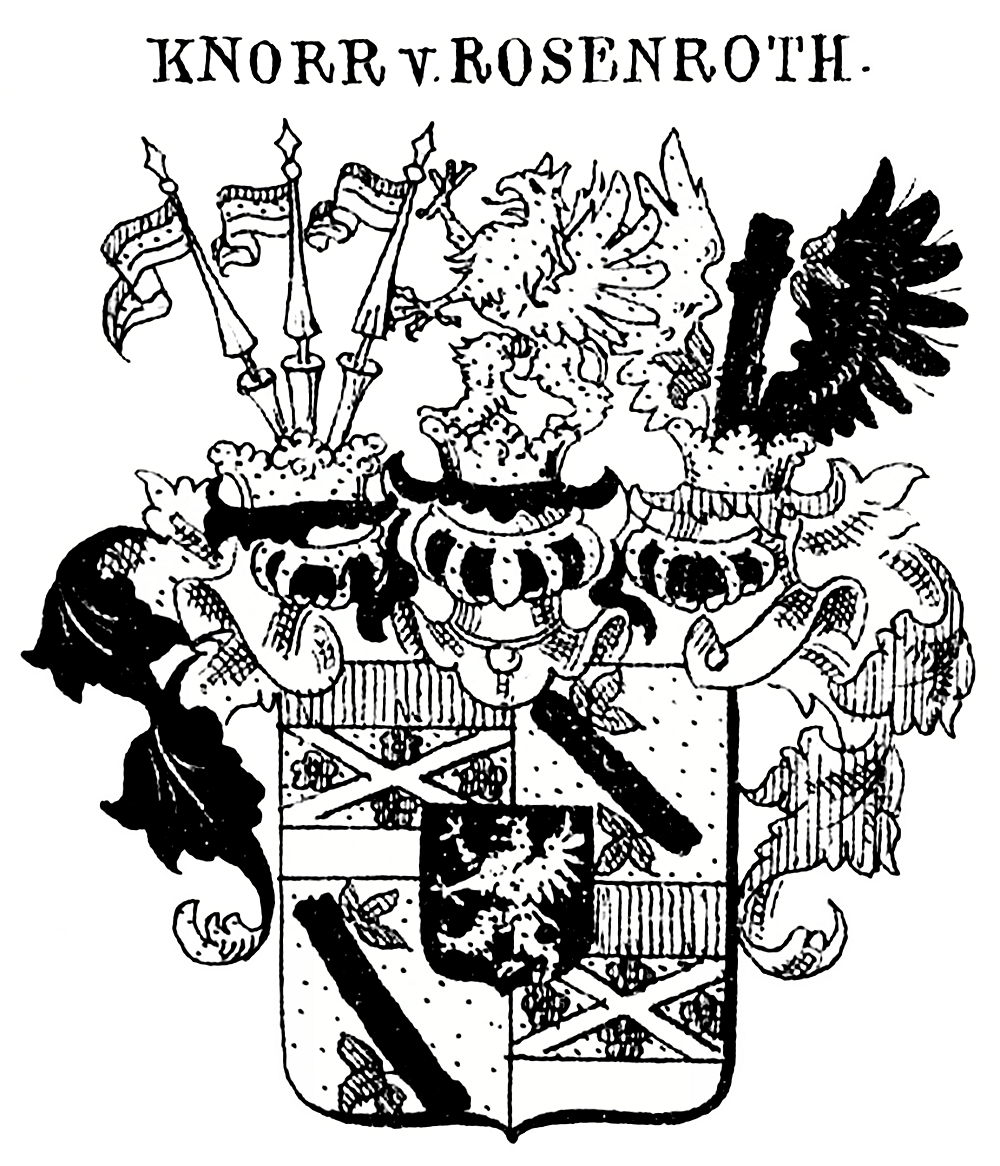
Wappen der Freiherren Knorr von Rosenroth

Die Familie Knorr von Rosenroth ist ein hessisches Adelsgeschlecht.
Es besteht keine Stammesverwandtschaft zu der 1535 geadelten schlesischen Familie, von der allerdings der Name und das Wappen übernommen wurde.

## Geschichte
Die hessische Familie mit ihrem Stammvater Ernst Knorr, 1614 als solms-lichischer Münzmeister erwähnt, erhielt 1817 eine großherzoglich-hessische Bestätigung der adeligen Abstammung, in Anlehnung an das schlesische Geschlecht ebenfalls mit dem Prädikatsnamen Knorr von Rosenroth. Sie verwendete bereits seit 1714 das Adelswappen mit den zwei Helmen des schlesischen Adelsgeschlechts und nannte sich um 1802 bereits Knorr von Rosenroth. Der Major Friedrich Knorr von Rosenroth (1783–1856) aus dem hessischen Geschlecht erhielt zwar 1826 den österreichischen Freiherrenstand, doch erlosch der Titel bereits mit ihm, da er nur die 1833 geborene Tochter Ludwine hinterließ, die 1853 den Grafen Carl von Hallwyl heiratete.

## Wappen
Stammwappen:

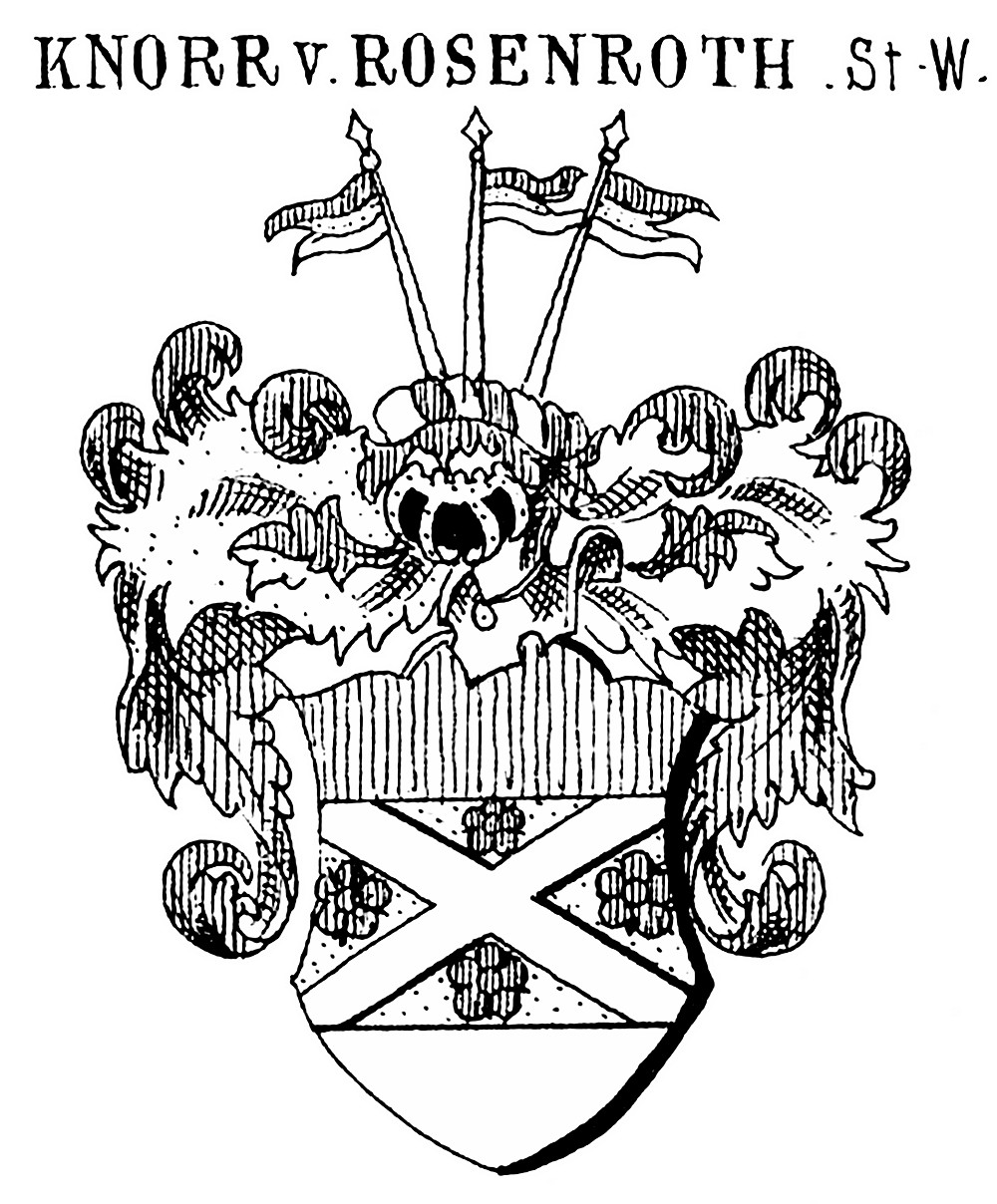
Stammwappen der Knorr von Rosenroth

Blasonierung: zweimal geteilt, oben rot, mittig Gold, unten weiß, in der Mitte mit kreuzweisen Stäben belegt. Dabei in jedem blanken Teil eine rote Rose, zusammen vier Rosen. Ein Helm mit rot-weißem Wulst, darauf drei Fahnenstangen mit Fähnchen in den Wappenfarben rot-gold-weiß.
Freiherrenwappen:

quadrierter Schild, im Feld 1 und 4 das Stammwappen, in 2 und 3 in Gold ein schräger Holzbalken mit zwei Blättern; Herzschild ein Greif. Drei gekrönte Helme, rechts mit den drei Fähnlein, mittig mit dem Greif, links ein offener Flug mit dem Holzbalken in der Mitte. 
Im Buch „Der Schlesische Adel“ von 1728 wird das Wappen wie folgt beschrieben: Ein quadrierter Schild, dessen erstes und viertes Quartier oben rot und unten weiß ist. Dazwischen eine Straße mit kreuzweisen Stäben belegt. Dabei in jedem blanken Teil eine rote Rose, zusammen vier Rosen. Im zweiten und dritten blauen Felde ein roter „Knorren“ (ein abgehauener Stamm mit Wurzeln und Zweigen) mit grünen Blättern.
Auf diesem Schild stehen zwei gekrönte Helme. Der vordere trägt drei Fähnlein, in gelber und roter Farbe mit weißen Stangen. Auf dem anderen Helm ein gelber Adlerflügel, dabei die „Knorren“ wie im Schild. Die vordere Helmdecke weiß und rot, die hintere schwarz und gelb.

## Bekannte Familienmitglieder
- Carl Knorr von Rosenroth (1771–1853), Kommissar für die Provinz Oberhessen des Großherzogtums Hessen und Abgeordneter in den Landständen des Großherzogtums, siehe Carl Knorr (Politiker)
  - Heinrich Christoph Knorr von Rosenroth (1811–1853), hessischer Kreisrat
- Ludwig Christian Knorr von Rosenroth (1786–1846), deutscher Landrat in Hungen